# Victoria Open 2019
Die Victoria Open 2019 im Badminton fanden vom 30. November bis zum 1. Dezember 2019 in Albert Park statt.

## Sieger und Platzierte
| Disziplin    | Gold                                       | Silber                          | Bronze                             |
| ------------ | ------------------------------------------ | ------------------------------- | ---------------------------------- |
| Herreneinzel | Lin Yingxiang                              | Nathan Tang                     | Teoh Kai Chen                      |
| Herreneinzel | Lin Yingxiang                              | Nathan Tang                     | Oon Hoe Keat                       |
| Dameneinzel  | Jiang Yingzi                               | Febby Angguni                   | Jennifer Tam                       |
| Dameneinzel  | Jiang Yingzi                               | Febby Angguni                   | Kaitlyn Ea                         |
| Herrendoppel | Matthew Chau Lim Ming Chuen                | Sawan Serasinghe Raymond Tam    | Lin Yingxiang Teoh Kai Chen        |
| Herrendoppel | Matthew Chau Lim Ming Chuen                | Sawan Serasinghe Raymond Tam    | Kenneth Choo Jan Mark Sotea        |
| Damendoppel  | Setyana Mapasa Gronya Somerville           | Joyce Choong Sylvinna Kurniawan | Kaitlyn Ea Victoria He             |
| Damendoppel  | Setyana Mapasa Gronya Somerville           | Joyce Choong Sylvinna Kurniawan | Jiang Yingzi Khoo Lee Yen          |
| Mixed        | Rizky Hidayat Ismail Citra Putri Sari Dewi | Kenneth Choo Setyana Mapasa     | Matthew Chau Kaitlyn Ea            |
| Mixed        | Rizky Hidayat Ismail Citra Putri Sari Dewi | Kenneth Choo Setyana Mapasa     | Pham Tran Hoang Sylvinna Kurniawan |